# Cosmopolitan
Cosmopolitan — международный женский журнал. Содержание включает в себя статьи о взаимоотношениях и сексе, здоровье, карьере, самосовершенствовании, знаменитостях, а также моде и красоте.

## История
Выпущен впервые в США в 1886 году как семейный журнал, позже стал литературным журналом, и в конце концов, в поздние 1960-е годы становится женским журналом.
В 1994 году была основана российская версия. В 2022 году из-за вторжения России на Украину владелец отозвал лицензию, из-за чего журнал был переименован в The Voice.
Впервые за всю историю журнала в июле 2014 года, в 63 странах мира был выпущен очередной июльский номер Cosmopolitan, на обложке которого был изображён один и тот же человек — американская певица Кэти Перри.

## Описание
Журнал принадлежит медиаконгломерату Hearst Corporation.
На обложке Cosmopolitan, как правило, представлены знаменитые женщины: актрисы, певицы, фотомодели.
Журнал печатается на 35 языках и распространён более чем в 110 странах.